# Canfeno

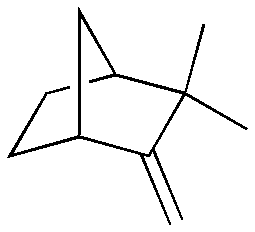
Estructura química del canfeno

El canfeno o camfeno es un monoterpeno bicíclico. Es casi insoluble en agua, pero es bastante soluble en algunos solventes orgánicos comunes. Volatiliza rápidamente a temperatura ambiente y posee un aroma acre o pungente. 
Es un constituyente menor de varios aceites esenciales, como el aceite de alcanfor, de ciprés, de citronela, de flores de naranjo o neroli, de jengibre y de valeriana, y la trementina. También es utilizado en la preparación de fragancias o perfumes, y como un aditivo saborizante para las comidas. A mediados del siglo XIX, fue usado como un combustible para las lámparas; sin embargo, su uso se vio limitado por su explosividad.
Se le atribuyen propiedades hipocolesterolémicas e hipotrigliceridémicas, reduciendo tanto el colesterol como los triglicéridos.

## Obtención
Es industrialmente producido a partir del compuesto más abundante alfa-pineno, mediante la isomerización catalítica heterogénea a presión normal y temperaturas inferiores a los 100 °C. Finalmente, se aísla por destilación fraccionada a presión reducida.

## Lista de plantas que contienen canfeno
- Kaempferia angustifolia[2]
- Kaempferia rotunda[2]